# Knappar (bergstopp i Island)
Knappar är en bergstopp i republiken Island. Den ligger i regionen Austurland, 260 km öster om huvudstaden Reykjavík. Toppen på Knappar är 1 758 meter över havet.
Trakten runt Knappar är nära nog obefolkad, med mindre än två invånare per kvadratkilometer. Det finns inga samhällen i närheten. Trakten runt Knappar är permanent täckt av is och snö.